# Valérie Lambert Fréchette
 (juin 2023).
Il peut être nécessaire de l'améliorer pour respecter le principe de neutralité de point de vue. Veuillez consulter la page de discussion pour plus de détails.

 (juin 2023).
Si vous disposez d'ouvrages ou d'articles de référence ou si vous connaissez des sites web de qualité traitant du thème abordé ici, merci de compléter l'article en donnant les références utiles à sa vérifiabilité et en les liant à la section « Notes et références ».
 (juin 2023).
La mise en forme du texte ne suit pas les recommandations de Wikipédia : il faut le « wikifier ».
Les points d'amélioration suivants sont les cas les plus fréquents. Le détail des points à revoir est peut-être précisé sur la page de discussion.
- Les titres sont pré-formatés par le logiciel. Ils ne sont ni en capitales, ni en gras.
- Le texte ne doit pas être écrit en capitales (les noms de famille non plus), ni en gras, ni en italique, ni en « petit »…
- Le gras n'est utilisé que pour surligner le titre de l'article dans l'introduction, une seule fois.
- L'italique est rarement utilisé : mots en langue étrangère, titres d'œuvres, noms de bateaux, etc.
- Les citations ne sont pas en italique mais en corps de texte normal. Elles sont entourées par des guillemets français : « et ».
- Les listes à puces sont à éviter, des paragraphes rédigés étant largement préférés. Les tableaux sont à réserver à la présentation de données structurées (résultats, etc.).
- Les appels de note de bas de page (petits chiffres en exposant, introduits par l'outil «  Source ») sont à placer entre la fin de phrase et le point final[comme ça].
- Les liens internes (vers d'autres articles de Wikipédia) sont à choisir avec parcimonie. Créez des liens vers des articles approfondissant le sujet. Les termes génériques sans rapport avec le sujet sont à éviter, ainsi que les répétitions de liens vers un même terme.
- Les liens externes sont à placer uniquement dans une section « Liens externes », à la fin de l'article. Ces liens sont à choisir avec parcimonie suivant les règles définies. Si un lien sert de source à l'article, son insertion dans le texte est à faire par les notes de bas de page.
- La présentation des références doit suivre les conventions bibliographiques. Il est recommandé d'utiliser les modèles {{Ouvrage}}, {{Chapitre}}, {{Article}}, {{Lien web}} et/ou {{Bibliographie}}. Le mode d'édition visuel peut mettre en forme automatiquement les références.
- Insérer une infobox (cadre d'informations à droite) n'est pas obligatoire pour parachever la mise en page.

Pour une aide détaillée, merci de consulter Aide:Wikification.
Si vous pensez que ces points ont été résolus, vous pouvez retirer ce bandeau et améliorer la mise en forme d'un autre article.
Valérie Lambert Fréchette est une compositrice, orchestratrice et arrangeuse québécoise. Née le 5 mai 1997 à Victoriaville au Québec, elle a été nommée artiste de la relève de l'Estrie en décembre 2022 décerné par le Conseil de la culture de l'Estrie. Elle a contribué à plusieurs projets en collaboration avec Maxime Goulet, Antoine Gratton et François Cousineau. Parallèlement à ces nombreuses réalisations, elle a composé différents œuvres notamment Tableau fragmenté.

## Biographie
Née le 5 mai 1997 à Victoriaville au Québec, Valérie Lambert Fréchette est la plus jeune d'une famille de 3 enfants. Sa mère, venant elle-même d'une famille musicienne, l'initie rapidement à la musique. Dès son très jeune, Valérie chante dans des chœurs, joue du piano et de la flûte traversière auprès des Harmonie Vicas Inspirations. Elle approfondit sa technique à la flûte traversière et participe à plusieurs concours régionaux, provinciaux et nationaux. En 2014, à l'âge de 16 ans, elle remporte la 2e place au prestigieux Concours de musique du Canada. Cette même année, ses frères (Pierre-Luc et Vincent) et sa mère (Isabelle) participent à l'émission Un air de famille.
Valérie détient un baccalauréat en composition et musique à l'image, ainsi qu'un Diplôme d'études spécialisées de 2e cycle universitaire en orchestration et gestion de projet de l'Université de Sherbrooke. Durant ces études de haut niveau, elle s'intéresse à la musique néoclassique contemporain, à la musique de film et à la musique de jeux vidéo. Elle peaufine ses techniques d'écriture auprès de Samuel Galer Larouche, Benoit Groulx, Maxime Goulet, François Vallières. À la fin de ses études, elle reçoit la bourse Le Réseau, une bourse de la ville de Sherbrooke et une bourse Desjardins.
Manon Toupin dans le journal La Nouvelle Union affirme que «Parmi [les] buts [de Valérie] et [les] objectifs de carrière, elle aimerait bien faire de la musique de film, mais aussi composer de la musique de concert. Le fait d’avoir choisi une carrière peu fréquentée par les femmes peut parfois compliquer les choses ».

### Copiste, arrangeuse et orchestration
Copiste, orchestratrice et arrangeuse, elle a contribué sur plusieurs projets d’artistes émérites du Québec, notamment Alexandra Stréliski, Jason Bajada, Alex Nevsky, Stéphanie Bédard, Antoine Gratton, Les Sœurs Boulay, 1969 Collective et François Cousineau. En entrevue avec Manon Toupin pour le journal La nouvelle union, elle affirme : « La composition et les arrangements pour d’autres groupes ou projets lui permettent de montrer différents aspects de son talent et de sa personnalité ». Elle a récemment (2023) arrangé quelques œuvres pour l'Orchestre symphonique de Drummondville en collaboration avec Brigitte Boisjoli. Aussi, elle a arrangé quatre chansons pour le Chœur Campus l'Université de Sherbrooke (2023).
2021
- Arrangement pour Catherine Major et son spectacle en collaboration avec l'École de musique de l'UdS.

2022
- Partitions pour le spectacle 1969 Collective.
- Assistante de Maxime Goulet pour le projet Promenade Symphonique.
- Arrangement de Noël reviens-moi pour le chœur Trium.
- Assistante de François Cousineau pour l'album Mémoires.
- Partitions pour les auditions à l'aveugle, les duels et les chants de batailles pour la 8e saison de La Voix à TVA.
- Arrangement pour orchestre de chambre pour le Chœur Symphonique de Sherbrooke.
- Partitions et réduction pour le concert Des airs de fête de l'Orchestre Métropolitain.
- Assistante de Robert Marcel Lepage pour le film Raif.
- Arrangement de cordes pour le lancement du nouvel album de Stéphanie Bédard.
- Arrangement de cordes pour la tournée de Jason Bajada.
- Copiste pour l'album 3 d'Alexandra Stréliski.

- Assistante de studio d'Antoine Gratton pour l'enregistrement de cordes du nouvel album de Bobby Bazini.
- Assistante d'orchestration d'Antoine Gratton pour Ariane Moffatt et l'Orchestre symphonique de Québec.

2023
- Assistante de Maxime Goulet sur divers projets de musique de concert.
- Arrangement pour l'Orchestre Symphonique de Drummondville en collaboration avec Brigitte Boisjoli (À paraître).
- Partitions pour la tournée 2023 des Sœurs Boulay,
- Partitions pour le lancement de Trudy Simoneau.
- Arrangement de cordes de la chanson Poem d'Alex Nevsky.
- Partitions pour le livre de partitions Mémoires de François Cousineau.
- Arrangement de la chanson Aux portes du matin pour le big band Sortie 210.
- Arrangement de 4 œuvres pour le Chœur Campus de l'UdS.

### Composition
Parallèlement à ces nombreuses collaborations, Valérie Lambert Fréchette compose et réalise l'oeuvre électro-orchestrale Tableau fragmenté (2022), Effervescence I (2022) et Ma Chère Hivère (2021). En entrevue avec Manon Toupin, Valérie affirme qu'«elle prépare un projet qui sera vraisemblablement présenté le printemps prochain, un EP (microalbum) constitué de quatre œuvres inspirées de fonctions du corps humain. [...] Il y aura le vasculaire, le nerveux, l’endocrinien et une introduction avec la reproduction cellulaire. Il s’agira pour elle d’un premier album».
2019
- Composition de Contes féériques.
- Composition de Souffle d'étoiles.

2020
- Composition de Rêves Oubliés.

2021
- Composition de Poèmes en musique.
- Composition de Warning : Jazz !
- Composition pour le court-métrage animation Carie.

2022
- Composition de Effervescence I pour le Festival Sherbrooke prend la parole.
- Composition de l'indicatif musical du Balados du GRÉLQ.
- Composition et production du projet Tableaux Fragmenté (2022).

2023
- Composition pour le court-métrage d'animation Renarde (À paraître).
- Composition pour le long-métrage documentaire Les filles de la charité de Myriam Leblond.